# 飛越彩虹
《飛越彩虹》（韓語：오버 더 레인보우）是韓國MBC於2006年7月26日起播放的水木連續劇。

## 劇情介紹
權奕洲與家人搬到新居時，遇到來找朋友的鄭熙秀，熙秀原來是從外地回國，一心打算成為歌手，在Pride當實習歌手。在熙秀的影響下，奕洲開始喜歡跳舞，並與他的朋友進Pride成了Back Dancer，奕洲更想成為歌手。在Pride公司裏，熙秀遇上當紅的人氣歌手REX，並對他有好感；另一方面，因喜歡R.E.X.而加入Pride成實習歌手的馬尚美卻對奕洲漸生好感……。

## 演員陣容
| 演員   | 角色   | 介紹 |
| 智鉉寓 | 權奕洲 | 自尊心极强，爱憎分明，像牛一样固执。只要他决心做什么事，就会不加考虑，是那种先做了再看的类型。说得好是个爽快的人，说得不好就是单纯无知。上小学时，他的成绩一直不错，可天生性格强的他，为挨打的朋友报仇，不回避爱找事儿的混混，凡事都是正面较量，后来竟然受到黑社会大哥们的亲赖，成了不良学生组织里的头头。一天，做为惹事的惩罚，奕洲被硬推去参加“青少年舞蹈大赛”，每天都被人当成不良学生对待的他，在大赛上却第一次受到热烈的欢呼和瞩目。那瞬间让他全身心地感到不是只有当老大才能过上体面，硬气的生活。于是，在几天后举行的与黑社会大哥们的见面仪式上，跪下来说出了炸弹般的一句话。“大哥！我要当歌手！！”从此以后，在他完全沉浸在舞蹈中时，命中注定与REX相遇了... |
| 徐智慧 | 馬尚美 | 她能跟初次见面的人搭话，聊得投机，各种鸡毛蒜皮的小事儿，没有她不说的。她还喜欢参言别人的事情，可总是听不到别人说她好。她不怎么在意自尊心。如果有什么伤自尊心的事，很快就会忘掉，或者，按照自己喜欢的方式去分析...常耍小聪明，总是想着法子找事做。是个屁股轻，闲不住的女人。看起来天真，谎话可是说得非常圆滑。如果你被她那纯真的面孔所迷惑，会栽大跟头的。她是个动辄就爱冲动的人，忍着忍着，一旦生气了，就会翻起旧账，想说什么就说什么。这时候的她可真吓人。像个怪物。从小每当她孤独难过的时候，就逃到幻想的世界里。小时候她梦想成为一个小公主，在知道这是不可能的时候，她又想当长腿叔叔，后来，凡是漫画或者电视剧中的主人公，她都想过。有一天她突然定下了目标。明星！！或者当明星的女朋友！！没有我不行的理由。就这样，有一天这种事情终于发生了！难道是梦想终于成真了吗？            |
| 黃倫碩 | REX    | 属于漂亮男人的类型，自身又有实力，是Pride Ent的主打明星。他不仅乐感超强，并且舞蹈悟性极强，只要看一次编舞就能跟着跳。性格较为即兴，心情好的时候，让人觉得世上再没有比他对人这么好的人了，但只要一次不对头，谁也拦不了他。他会用反话让你难受，也会如同打破周围所有一切般飙车。虽然他在新人培训期时还没到这个程度，不过在继第一张专辑火爆，第二张专辑又大卖特卖后，这种现象就更加严重了。他会干练地追求那些他认为符合他标准的女人。不过当他觉得这个女人完全被自己征服后，就会马上厌烦而甩掉她们。他反而觉得那种对自己不感兴趣的女人有魅力。这样如果女人离开他怎么办？他就会想这个女人并不真爱自己，内心反而会受到伤害。一句话，他就这样不断恶性循环。某一天，一个女人向他这个拥有十万名歌迷的明星不屑挥刀，并在众目下转身离去，他遇到了这样一个女人。她的名字叫熙秀...他开始被她吸引。 |
| 金玉彬 | 鄭熙秀 | |

## 收視率
| 集數     | 播放日期   | 收視率 |
| -------- | ---------- | ------ |
| 第1集    | 2006/07/26 | 8.4%   |
| 第2集    | 2006/07/27 | 8.4%   |
| 第3集    | 2006/08/02 | 8.8%   |
| 第4集    | 2006/08/03 | 7.3%   |
| 第5集    | 2006/08/09 | 7.6%   |
| 第6集    | 2006/08/10 | 7.3%   |
| 第7集    | 2006/08/16 | 7.9%   |
| 第8集    | 2006/08/17 | 8.2%   |
| 第9集    | 2006/08/23 | 7.4%   |
| 第10集   | 2006/08/24 | 8.0%   |
| 第11集   | 2006/08/30 | 7.0%   |
| 第12集   | 2006/08/31 | 7.3%   |
| 第13集   | 2006/09/06 | 7.4%   |
| 第14集   | 2006/09/07 | 7.4%   |
| 第15集   | 2006/09/13 | 8.6%   |
| 第16集   | 2006/09/14 | 9.3%   |
| 平均收視 | 平均收視   | 7.9%   |

## 外部連結
- 韓國MBC官方網站 
- 臺灣GTV官方網站（繁體中文）

## 作品的變遷
| 韓國MBC 水木劇                       | 韓國MBC 水木劇                                 | 韓國MBC 水木劇 |
| ------------------------------------ | ---------------------------------------------- | -------------- |
|                                      | 飛越彩虹 （2006.7.26 - 2006.9.14）             |                |
| 精彩的一天 （2006.5.31 - 2006.7.20） | 狐狸啊，你在做什麼？ （2006.9.20 - 2006.11.9） |                |